# Francisco Zapata
Francisco Javier Zapata Pelayo, detto Paco (Saragozza, 7 febbraio 1966), è un ex cestista spagnolo.

## Carriera
Con la Spagna ha disputato i Campionati europei del 1987 e i Campionati mondiali del 1990.

## Palmarès
- Copa del Rey: 2

Saragozza: 1984, 1990